# شبکه ملی اطلاعات
شبکهٔ ملی اطلاعات (به انگلیسی:National Information Network) که با نام‌های دیگر اینترنت ملی و شبکهٔ ملی اینترنت نیز شناخته می‌شود، اینترانت ملی ایران است. این شبکه پروژه‌ای برای توسعه زیرساخت اطلاعاتی امن و پایدار ملی در ایران است. طبق تعریف مصوب در تبصره ۲ ماده ۴۶ قانون برنامه پنجم توسعه و مصوبهٔ شورای عالی فضای مجازی «شبکهٔ ملی اطلاعات کشور، شبکه‌ای مبتنی بر قرارداد اینترنت (IP) به همراه سوئیچ‌ها و مسیریاب‌ها و مراکز داده‌ای است به صورتی که درخواست‌های دسترسی داخلی و اخذ اطلاعاتی که در مراکز داده داخلی نگهداری می‌شوند به هیچ‌وجه از طریق خارج کشور مسیریابی نشود و امکان ایجاد شبکه‌های اینترانت و خصوصی و امن داخلی در آن فراهم شود.»
ایدهٔ اولیهٔ این شبکه در سال ۱۳۸۴ در وزارت ارتباطات و فناوری اطلاعات تحت عنوان «اینترنت ملی» و «شبکهٔ ملی اینترنت» طرح شد و مراحل مطالعاتی آن در دولت نهم انجام شد. سپس در سال ۱۳۸۹ با عنوان «شبکهٔ ملی اطلاعات» در قانون برنامه پنجم توسعه گنجانده شد و طبق قانون برنامه بنا بر آن بود که این شبکه تا پایان این برنامه، سال ۱۳۹۵، کامل گردد. تا پایان دولت دهم ضمن اصلاحاتی در طراحی، مرحله آزمایشی و پایلوت آن انجام شد. در دولت یازدهم، پس از تعیین الزامات این شبکه توسط شورای عالی فضای مجازی، نسخه اولیه آن افتتاح شد که شامل مرکز تبادل ترافیک داده زیرساخت و کارساز نام دامنه ملی می‌شود و امکان تفکیک ترافیک داخلی و خارجی شبکه را فراهم می‌کند، تا رشد تولید محتوای داخلی و استفاده بیشتر از ترافیک داخلی صورت پذیرد و هزینه‌های ترافیک کاهش پیدا کند و سرعت افزایش پیدا کند.
این طرح تا سال ۱۳۹۸ حدود ۱۹ هزار میلیارد تومان هزینه دربرداشته است.

## تعریف و الزامات قانونی شبکهٔ ملی اطلاعات
فارغ از هر گونه مصوبه قانونی از آن‌جا که بسیاری از خدمات دولت در بستر الکترونیکی عرضه می‌شوند، عدم یکنواختی کیفیت دسترسی اینترنتی به خدمات الکترونیکی می‌تواند موجب تفاوت و تبعیض در دریافت خدمات بشود و این نقض اصل سوم قانون اساسی کشور ایران و قوانین دیگر ضد تبعیض همچون ماده ۲۷ قانون مدیریت خدمات کشوری را دربر خواهد داشت؛ لذا شبکهٔ ملی اطلاعات به عنوان زیرساخت عرضه خدمات دولت الکترونیکی باید طوری طراحی بشود که برای همه ساکنین کشور ایران دسترسی یکنواخت و عادلانه به خدمات دولت الکترونیکی را فراهم بیاورد. به بیان ساده نقص فنی طراحی شبکهٔ ملی اطلاعات یا زیرساخت‌های دسترسی خدمات الکترونیکی معادل نقض اصل۳ قانون اساسی ایران است.
طبق تعریف مصوب در تبصره ۲ ماده ۴۶ قانون برنامه پنجم توسعه «شبکهٔ ملی اطلاعات کشور، شبکه‌ای مبتنی بر قرارداد اینترنت (IP) به همراه سوئیچها و مسیریابها و مراکز داده‌ای است به صورتی که درخواستهای دسترسی داخلی و اخذ اطلاعاتی که در مراکز داده داخلی نگهداری می‌شوند به هیچ‌وجه از طریق خارج کشور مسیریابی نشود و امکان ایجاد شبکه‌های اینترانت خصوصی و امن داخلی در آن فراهم شود.» طبق قانون برنامه بنا بر آن بوده است که این شبکه تا پایان این برنامه، سال ۱۳۹۵، کامل گردد".
به دنبال برگزاری جلسه پانزدهم شورای عالی فضای مجازی در تاریخ ۱۳۹۲/۱۰/۰۳ این تعریف از شبکهٔ ملی اطلاعات از سوی این شورا از غالب برنامه توسعه‌ای حالت دائمی پیدا کرد و در ادامه، مصوبه شورای عالی الزامات حاکم بر تحقق شبکهٔ ملی اطلاعات به عنوان زیر ساخت ارتباط فضای مجازی کشور به شرح زیر اعلام شد:
شبکه‌ای متشکل از زیرساخت‌های ارتباطی با مدیریت مستقل کاملاً داخلی.
شبکه‌ای کاملاً مستقل و حفاظت شده نسبت به دیگر شبکه‌ها (از جمله اینترنت) با امکان تعامل مدیریت شده با آنها.
شبکه‌ای با امکان عرضه انواع محتوا و خدمات ارتباطی سراسری برای آحاد مردم با تضمین کیفیت از جمله قابلیت تحرک.
شبکه‌ای با قابلیت عرضه انواع خدمات امن اعم از رمزنگاری و امضای دیجیتالی به کلیه کاربران.
شبکه‌ای با قابلیت برقراری ارتباطات امن و پایدار میان دستگاه‌ها و مراکز حیاتی کشور.
شبکه‌ای پرظرفیت، پهن باند و با تعرفه رقابتی شامل مراکز داده و میزبانی داخلی.
به نوشته وبسایت رسمی مرکز ملی فضای مجازی «این شبکه بنابر تکالیف قانونی و مصوبات شورای عالی فضای مجازی باید تحت نظارت مرکز ملی فضای مجازی، توسط وزارت ارتباطات و فناوری اطلاعات ایجاد شود و پس از صدور مجوز توسط مرکز ملی فضای مجازی، آغاز به کار نماید و خدمات خود را به عنوان زیرساخت ارتباطی فضای مجازی، به آحاد ملت اعم از کاربران حقیقی و حقوقی در بخش‌های مختلف دولتی، عمومی و خصوصی ارائه نماید».

## طرح صیانت
مرداد ۱۴۰۰ طرح صیانت از حقوق کاربران (مشابه لایحه صیانت از داده شخصی)
مرتبط با زیرساخت اینترنت ملی به شکل آزمایشی اجرا شد.

## ویژگی‌های فنی شبکهٔ ملی اطلاعات
فضای مجازی دارای یک مدل چند لایه‌ای است که بستر آن، زیرساخت ارتباطی است، که شبکهٔ ملی اطلاعات آن را محقق خواهد ساخت. از این منظر تحقق شبکهٔ ملی اطلاعات، در واقع تحقق بستر مطلوب برای فضای مجازی مطلوب کشور است. هدف این شبکه ایجاد بسترهای فنی «بسط خدمات دولت الکترونیک، صنعت فناوری اطلاعات، سواد اطلاعاتی و افزایش بهره‌وری در حوزه‌های اقتصادی، اجتماعی و فرهنگی» است.
در سند الزامات شبکهٔ ملی اطلاعات این عبارت آمده است که: خدمات ارتباط داخل با شبکه‌های خارجی صرفاً از طریق گذرگاه‌های (در قالب zone) ایمن مرزی شبکهٔ ملی اطلاعات که دارای درگاه مشخص اتصال به خارج و اتصال به داخل هستند، تأمین می‌شود.
عبارت zone در استاندارد شبکه‌های چندرسانه‌ای اچ ۳۲۳ (H.323 multimedia network) گروهی از پایانه‌ها، واحدهای کنترل چند نقطه ای (MCUs) و درگاه‌هایی درون یک محدوده مشخص هستند. ابزاری مدیریتی که به آن نگهبان درگاه (gatekeeper) گفته می‌شود، تعاملات هر zone را کنترل می‌کند.
استاندارد اچ ۳۲۳، استانداردی است که در سال ۱۹۹۶ توسط اتحادیه بین‌المللی مخابرات برای ارسال ویدئوکنفرانس از طریق شبکه‌های آی پی مطرح شده است. این استاندارد ابتدا برای پایداری ارسال بسته‌های داده، ویدئو و صوت در شرایطی که شبکه‌های حوزه محلی(LAN) نمی‌توانند کیفیت خدمات را تضمین کنند، پیشنهاد شده بود. اما امروزه این استاندارد، استاندارد غالب برای تعامل پذیری (interoperability) در ارسال داده، تماس صوتی اینترنتی، ارسال ویدئو و صوت در شبکه‌های آی پی است.
زیرساخت ارتباطی شبکهٔ ملی اطلاعات شامل یک شبکه عمومی مسلط متصل به شبکه‌های مستقل موجود داخلی است که در کلیه عملکردهای خود هیچگونه وابستگی به آن‌ها و همچنین شبکه جهانی اینترنت ندارد. مفهوم استقلال و حفاظت نسبت به سایر شبکه‌ها در عین تعامل مدیریت شده با آن‌ها در کنار پروتکل اینترنت با تعریف سامانه خودگردان (Autonomous system (Internet)) مشابه است، اما تاکنون مختصات شبکه خودگردان و شماره آن و ارتباطات میان سایر شبکه‌های خودگردان موجود در کشور با شبکهٔ ملی اطلاعات از سوی وزارت ارتباطات و فناوری اطلاعات روشن نشده است، گرچه وزارت ارتباطات مدعی پیاده‌سازی و تکمیل شبکهٔ ملی اطلاعات است.
طبق گزارش مرکز پژوهش‌های مجلس از آمار رایپ بزرگ‌ترین سامانه‌های خودگردان بزرگ کشور ایران عبارتند از:
| ردیف | شماره سامانه خودگردان | نام مالک                             | تعداد آدرس‌های پروتکل اینترنت |
| ---- | --------------------- | ------------------------------------ | ---------------------------- |
| ۱    | AS12880               | سازمان فناوری اطلاعات                | ۲۳۷۷۹۹۶                      |
| ۲    | AS197207              | شرکت ارتباطات سیار ایران (همراه اول) | ۱۶۲۳۰۴۰                      |
| ۳    | AS44244               | خدمات ارتباطی ایرانسل                | ۱۲۴۸۲۵۶                      |

چنانچه مشاهده می‌شود، سامانه خودگردان شماره AS12880 که مالکیت آن به نام سازمان فناوری اطلاعات است بزرگ‌ترین سامانه خودگردان از نظر تعداد آدرس آی پی است. تقریباً همه پروژه‌هایی که ادعا می‌شود در بستر شبکهٔ ملی اطلاعات اجرایی شده‌اند در این سامانه خودگردان میزبانی می‌شوند؛ بنابراین بخش‌های مهمی از شبکهٔ ملی اطلاعات در این سامانه خودگردان تحقق پیدا می‌کند، اما آنچه شبکهٔ ملی اطلاعات را محقق می‌کند تنظیم ارتباط میان سامانه‌های خودگردان از طریق پروتکل درگاه مرزی (BGP) و ایجاد همه انواع سامانه خودگردان مورد نیاز برای اداره آن است. با تکیه بر این زیرساخت هاست که می‌توان به تفکیک ترافیک داخل از خارج پرداخت.
به عبارت دیگر برای تحقق شبکهٔ ملی اطلاعات، ایران باید کارساز نام دامنه (DNS Server)، کارساز نام دامنه ملی و مراکز تبادل ترافیک اینترنتی (Internet exchange point یا IX یا IXP) در خاک خود داشته باشد. این شبکه‌ها کمک می‌کند ایران و هر کشور دیگری بتواند استقلال و اتصال داخلی خود را در مواقع آسیب دیدگی کابل‌های بین‌المللی حفظ کند. و به دلیل تفکیک ترافیک و کاهش هزینه سیاست‌های قیمتی منعطف اتخاذ کند به‌طور نمونه بر همین اساس وزیر ارتباطات قول داده است که قیمت ترافیک داخلی نصف قیمت ترافیک بین‌المللی محاسبه شود.
بنا بر متن منتشر شده از سوی سازمان فناوری اطلاعات، شبکهٔ ملی اطلاعات زیرساخت ملی دسترسی به کلیه خدمات و اطلاعات تحت شبکه در کشور از جمله اینترنت است، بنابراین کاربران در تمام شهرها و روستاهای کشور از این زیرساخت استفاده می‌کنند و تمامی خدمات تحت وب در کشور از طریق شبکهٔ ملی اطلاعات ارائه می‌شود. شبکهٔ ملی اطلاعات، دارای میزبانی پرظرفیت داخلی و شبکه چندلایه امن دسترسی در سراسر کشور است و با استفاده از آدرس‌دهی که از لحاظ جغرافیایی در کشور قرار گرفته، ترافیک کاربران ایرانی را در شبکه داخلی کشور مسیریابی می‌کند تا نیازی به مسیریابی در خارج کشور برای درخواست‌های داخلی وجود نداشته باشد؛ لذا، کاربران نمی‌توانند برای اتصال به اینترنت این شبکه را دور بزنند (بای پس کنند). همچنین، در زمان انتشار این متن حدود ۴۰ درصد از درخواست‌های کاربران از منابع داخل کشور و حدود ۶۰ درصد از منابع خارج از کشور پاسخ داده شده است.
ارائه شبکهٔ ملی اطلاعات به منزلهٔ قطع دسترسی به اینترنت جهانی نیست. بلکه، در این ساختار دسترسی کاربران به سایت‌های داخل کشور با سرعت بالاتر و قیمت ارزان‌تر برقرار شده و دسترسی به وب سایت‌های خارج از کشور نیز بهبود می‌یابد. به‌طوری‌که این شبکه محدودیتی برای دسترسی کاربران به اینترنت و خدمات مبتنی بر وب ایجاد نمی‌کند. کلیه اشخاص حقیقی و حقوقی برای اتصال به شبکهٔ ملی اطلاعات نیاز به هیچ گونه اقدام اضافه نسبت به اتصال به سرویس متعارف خدمات اینترنت ندارند و در صورت اتصال به این سرویس‌ها، اتصال به صورت خودکار و هم‌زمان به شبکهٔ ملی اطلاعات و اینترنت برقرار می‌شود و هیچ هزینه جداگانه‌ای نیز از مصرف‌کننده اخذ نمی‌شود. پیش‌بینی می‌شود با توجه به فراهم شدن زمینه رقابتی بین ارائه‌دهندگان خدمات دسترسی قیمت اینترنت به مراتب کاهش یابد.
طبق این متن، کاربران برای اتصال به شبکهٔ ملی اطلاعات از تمام امکانات موجود اتصال به اینترنت مانند ADSL، وای‌مکس، GPRS، نسل سوم شبکه تلفن همراه و غیره می‌توانند استفاده کنند. همچنین برای بهره‌مندی از برخی خدمات چندرسانه‌ای مانند تلویزیون پروتکل اینترنت و IPMedia نیاز به استفاده از تجهیزات اضافی است که ارائه دهندگان این خدمات برای مشترکان خود تأمین خواهند کرد. البته، ادعا است که سرعت دسترسی برحسب نوع فناوری محدودیتی نخواهد داشت.
به نوشته مرکز ملی فضای مجازی، پالایش در شبکهٔ ملی اطلاعات در دو سطح پایه بر روی مبادی شبکه و پیشرفته بر اساس محتوا به صورت هوشمند اجرا می‌شود. پالایش در درگاه‌های اتصال به شبکه جهانی اینترنت به صورت دوسویه (داخل به خارج و خارج به داخل) و در درگاه‌های اتصال به شبکه‌های مستقل داخلی به‌صورت درون سو اجرا می‌شود. از سوی دیگر متنی که در اواخر دولت دهم در خصوص شبکهٔ ملی اطلاعات منتشر شده می‌گوید گستره طراحی شبکهٔ ملی اطلاعات در زمان انتشار این متن در حوزه دامنه‌های ir. است و پالایش (فیلترینگ) همچنان در دسترسی به وب‌سایت‌های خارجی فعال است. از سوی دیگر، در شبکهٔ ملی اطلاعات، امکان شناسایی صاحبان سایت‌های مختلف و میزبان‌ها فراهم است بنابراین قطعاً آن‌ها نیز با مسوولیت و تعهد نسبت به انتشار اخبار، خدمات، اطلاعات و محتوای خود کرده و درصورت بروز تخلف برخورد با متخلفان از سوی مراجع ذی‌ربط و طبق قانون به عمل می‌آید.
پیش‌بینی شده است که قابلیت ارائه سرویس بر حسب نیاز متقاضی وجود داشته باشد، به‌طوری‌که بر اساس تقاضای والدین برای اعمال محدودیت بر اینترنت مورد استفاده توسط فرزندانشان، در صورت درخواست برخی از شرکت‌های خدمات دهنده اینترنت چنین امکانی در شبکهٔ ملی اطلاعات فراهم می‌شود؛ یعنی، ارائه خدمات به اشکال اختصاصی به متقاضیان خاص ازجمله خانواده‌ها و مدارس امکانپذیر است. البته، شبکهٔ ملی اطلاعات کاربران را از نصب آنتی‌ویروس‌ها و سایر اقدامات حفاظتی بی‌نیاز نخواهند کرد.
شبکهٔ ملی اطلاعات به عنوان زیرساخت اصلی ارتباطی و اطلاعاتی داخل کشور است و در صورت اختلال در آن دسترسی به سایت‌های داخلی نیز دچار مشکل می‌شود، اما در طراحی این شبکه تلاش شده است تا با دسترسی‌های چندلایه و پشتیبان احتمال اختلال به حداقل ممکن برسد. از سوی دیگر، در صورت قطع ارتباط با اینترنت بین‌المللی دسترسی به سایت‌های داخلی همچنان میسر است. به دلیل ماهیت قابل مدیریت این شبکه اختلال در شبکه در زمان افزایش ترافیک شبکه همچون اعلام نتایج کنکور و یارانه‌ها، پیش‌بینی شده و برای آن آمادگی لازم فراهم می‌شود، اگرچه امکان وجود کندی سرعت به دلیل ترافیک بالای پیش‌بینی نشده در تمام شبکه‌های دسترسی در سراسر جهان از جمله ایران وجود دارد.
در طراحی شبکه اتصال از خارج از کشور به سایت‌های داخلی با محدودیتی مواجه نمی‌شود و همچنان اتصال کاربران خارج از کشور به سایت‌های داخلی نیز برقرار است. قرار است هم‌زمان با توسعه خدمات و محتواها و تأمین زیرساخت‌های مورد نیاز در این شبکه، فاز سوم و بلوغ آن در ابتدای سال ۹۶ به بهره‌برداری برسد.
به گزارش بی‌بی‌سی این شبکه به گونه‌ای طراحی شده که مستقل از شبکه جهانی اینترنت است و می‌تواند خدمات تحت شبکه را مشابه با اینترنت را برای سایت‌های داخلی و شرکت‌ها و سازمان‌ها فراهم کند. البته می‌تواند این کارکرد را نیز داشته باشد که در شرایط بحران و ناآرامی سیاسی دسترسی به اینترنت بدون اخلال در کار بانک‌ها و سازمان‌ها قطع شود. این شبکه با استفاده از آدرس‌های آی‌پی مختص شبکه‌های داخلی یک اینترانت است، یعنی آی پی‌ها آن در روی شبکه اینترنت ثبت نشده و مسیریابی نمی‌شود. به گفته کالین اندرسون دستگاه‌هایی شامل تأسیسات زیربنایی از جمله نیروگاه‌های ایران که به این شبکه متصلند، از خارج از کشور قابل دسترسی نیستند. اما، به گفته وی این جداسازی امنیت ایران را افزایش نمی‌دهد؛ زیرا هر کسی از خارج از کشور نیز با قدری تلاش می‌تواند به رایانه‌های متصل به این شبکه دست یابد.

### پیاده‌سازی
سامانه شاهکار (شبکه احراز هویت کاربران ایرانی) سامانه‌ای برای احراز هویت کاربران در فضای اینترنت است که توسط سازمان تنظیم مقررات و ارتباطات رادیویی راه اندازی شده است. هدف از راه اندازی و پیاده‌سازی این سامانه، احراز اصالت سرویس گیرندگان در فضای مجازی عنوان شده.مسعود مولوی اسنادی از آن را منتشر کرده بود.

## شبکهٔ ملی اطلاعات در کشورهای دیگر
عنوان «زیرساخت ملی اطلاعات» ((National Information Infrastructure (NII) یا بزرگراه اطلاعاتی نخستین بار در سال ۱۹۹۱ در ایالات متحده آمریکا در «قانون پردازش با کارایی بالا» (High Performance Computing Act of 1991 (HPCA)) موسوم به «لایحه گور» توسط ال گور سناتور وقت آمریکا، طرح شد. هدف این طرح «تضمین استمرار رهبری ایالات متحده در پردازش با کیفیت بالا» بوده است. طبق تعریف مصوب «زیرساخت ملی اطلاعات(NII): تاری پیشنهاد شده، پیشرفته و بدون رخنه از شبکه‌های ارتباطی عمومی و خصوصی، خدمات تعاملی، نرم‌افزارها و سخت‌افزارها، رایانه‌ها، پایگاه‌های داده و لوازم الکترونیکی مصرفی (consumer electronics) سازگار (interoperable) برای قرار دادن حجم وسیعی از اطلاعات اثرانگشتان(fingertips) کاربران. توجه: NII چیزی بیش از صرف ادوات فیزیکی (بیش از دوربین‌ها، اسکنرها، کی بردها، تلفن‌ها، ماشین‌های فکس، رایانه‌ها، سوییچ‌ها، دیسک‌های فشرده، نوارهای دیداری و شنیداری، کابل، سیم، ماهواره‌ها، خطوط انتقال فیبر نوری، شبکه‌های مایکروویو، سوئیچ‌ها، تلویزیون‌ها و پرینترها) است که برای انتقال، نگهداری، پردازش و نمایش صدا، داده‌ها و تصاویر به کار می‌رود. این شبکه شامل گستره وسیعی از کارکردهای تعاملی، خدمات متناسب با کاربر و پایگاه‌های داده چند رسانه‌ای است که به طریقه‌ای خنثی نسبت به فناوری به هم متصل شده، به‌طوری‌که ترجیحی برای هیچ صنعتی نسبت به دیگری ایجاد نکند. معادل بزرگراه اطلاعاتی.»
مشابه این پروژه در بسیاری کشورها اجرا شده است. به‌طور نمونه کره جنوبی که رتبه اول سرعت اینترنت جهان را در اختیار دارد در دهه ۱۹۹۰ پروژه شبکهٔ ملی پرسرعت را اجرا کرد. گزارش مرکز پژوهش‌های مجلس شورای اسلامی ایران در زمینه توسعه رایانش ابری در قوانین توسعه‌ای کشورهای چین، کره جنوبی و انگلستان نشان داد هر سه کشور مدل مشابه شبکهٔ ملی اطلاعات را در خاک خود پیاده‌سازی کرده‌اند و بنابراین برای ایجاد دولت الکترونیکی بر بستر رایانش ابری تحقق شبکهٔ ملی اطلاعات یک جزء اساسی است. سرعت بالاتر و هزینه انتقال ترافیک پایین‌تر شبکهٔ ملی اطلاعات نسبت به اینترنت جهانی موجب می‌شود شرکت‌های خارجی مایل به حضور در بازار فناوری اطلاعات کشور پیاده‌کننده شبکهٔ ملی اطلاعات برای بهبود خدمات خود به سرمایه‌گذاری در حوزه فناوری اطلاعات آن کشور تشویق شوند.
گرچه این سه کشور پیش از افشاگری‌های اسنودن به برنامه‌ریزی برای ایجاد شبکه‌های ملی اطلاعات در خاک خود اقدام کرده بوده‌اند اما بسیاری کشورها پس از افشاگری‌های اسنودن به دنبال تحقق مفهوم شبکهٔ ملی اطلاعات در خاک خود هستند. به‌طور نمونه گاردین در تاریخ اول نوامبر ۲۰۱۳ اعلام کرد، بدنبال افشاگری‌های ادوارد اسنودن در زمینه جاسوسی سازمانهای اطلاعاتی آمریکا و انگلیس از اطلاعات صنعتی و نقض حریم خصوصی شهروندان کشورهای دیگر، تفکیک ترافیک داخلی از ترافیک خارجی در دستور کار بسیاری از کشورهای دنیا قرار گرفته است. به عبارت دیگر کشورهایی همچون آلمان و برزیل به دنبال آن هستند که تدابیری اتخاذ کنند که داده‌هایی که مبدأ و مقصدشان خود این کشورهاست از داخل خود این کشورها عبور کند تا از مبادی و محل‌هایی که سازمان اطلاعات آمریکا در آن‌ها به جاسوسی می‌پردازند.
از این نظر شبکهٔ ملی اطلاعات تنها یکی از پروژه‌های حفاظت از منافع ملی کشورها در فضای اینترنت است. بدین ترتیب قدرت‌های بزرگ جهان به دنبال جدا کردن مسیر ترافیک داده‌های خود از خاک آمریکا هستند. به‌طور نمونه صدر اعظم آلمان گفته است که در دیدار خود با رئیس‌جمهور فرانسه پیشنهاد ساخت شبکه ارتباطی اختصاصی اروپایی را برای جلوگیری از جاسوسی آمریکا مورد بحث قرار می‌دهد. به گفته آنگلا مرکل با ایجاد این شبکه، ایمیل‌ها و سایر اطلاعات اروپا از مسیر آمریکا عبور نخواهد کرد."

## تاریخچه

ورودی اینترنت ایران

### دولت نهم
موضوع شبکهٔ ملی، تحت عنوان اینترنت ملی نخستین بار در ایران، توسط عبدالمجید ریاضی، معاون وقت فناوری اطلاعات وزارت ارتباطات و فناوری اطلاعات دولت محمود احمدی‌نژاد، در سال ۱۳۸۴ مطرح شد. وی در توجیه این طرح، شبکه جهانی اینترنت را پرهزینه و غیرقابل اعتماد دانست. به‌طوری‌که در صورت قطع شدن آن، نه تنها ارتباطات اینترنتی خارجی، بلکه شبکه داخلی نیز قطع می‌شود. هدف اینترنت ملی آن بود که با ایجاد شبکه‌ای یکپارچه و ایمن، ارتباطات داخلی از ارتباطات جهانی اینترنت استقلال یافته و به صورت داخلی جابه‌جا شود و به خارج از کشور منتقل نگردد. بدین ترتیب ضمن صرفه جویی در هزینه‌ها، سرعت ارتباطات داخلی افزایش یابد و خدماتی نظیر دولت الکترونیک بر روی آن ارائه گردد. مدتی بعد محمد سلیمانی، وزیر وقت ارتباطات و فناوری اطلاعات، گفت نام این شبکه «شبکهٔ ملی اینترنت» است و نامگذاری ابتدایی «شبکه اینترنت ملی» به منظور شناخت بهتر مردم از این مقوله بود. در تعریف دقیق تری که ریاضی ارائه کرده است «شبکهٔ ملی اینترنت شبکه‌ای است فرابخشی با معماری سرویس محور که ویژگی‌هایی نظیر موارد زیر را تضمین می‌نماید: کیفیت خدمات، قابلیت اطمینان، پایداری، کارایی، امنیت، قابلیت مدیریت، توسعه‌پذیری و استفاده از معماری باز و نرم‌افزارهای آزاد/متن باز»
در اسفند سال ۱۳۸۴، بر اساس تصمیم هیئت دولت مقرر شد اینترنت ملی طی ۳ سال به بهره‌برداری برسد و طراحی‌های کلی
شبکه نیز انجام شود. در سال ۱۳۸۵ اجرای پروژه اینترنت ملی به مرکز تحقیقات مخابرات واگذار شد. در سال ۱۳۸۶ نیز همین موضوع تکرار شد و این بار برنامه‌های عملیاتی راه اندازی و بهره‌برداری اینترنت ملی در سال‌های ۸۶ تا ۸۸ در هیئت وزیران تصویب شد. اعتبارات مورد نیاز برای پیاده‌سازی شبکهٔ اینترنت ملی حدود یک میلیارد دلار معادل حدود ۹۰۰ میلیارد تومان، در سال ۱۳۸۴ پیش‌بینی شده بود، که با توجه به فراهم بودن زیرساخت فیبر نوری، عمده این هزینه به طراحی شبکه، تأمین تجهیزات و طراحی نرم‌افزاری مربوط می‌شد. ریاضی وعده داد که در صورت تأمین اعتبار طی سه سال شبکه راه اندازی شود. اما در آن زمان محل تأمین این اعتبار معین نشد. سپس، به منظور تأمین اعتبار این پروژه، در تیرماه ۱۳۸۵ مرکز تحقیقات مخابرات ایران موظف شد تا در مورد مشخصات فنی پیاده‌سازی اینترنت ملی، پس از تکمیل اسناد مفهومی و عملیاتی و انتخاب پیمانکاران، اطلاعات کامل ارائه گردد. در دی‌ماه ۱۳۸۵ در کمیسیون صنایع و معادن مجلس شورای اسلامی بودجه ۱۰ میلیارد تومانی به آن اختصاص یافت، اما کمیسیون تلفیق به علت ابهام در مفهوم، آن را تصویب نکرد؛ لذا در صحن علنی مجلس هم تصویب نشد. در خرداد ۱۳۸۶، مبلغ ۵۶۶ میلیارد تومان بین سال‌های ۱۳۸۶ تا ۱۳۸۸ برای اجرای این طرح به شرکت مخابرات ایران (که در آن وقت دولتی بود)، شرکت ارتباطات زیرساخت و شرکت‌های وابسته اختصاص یافت. بنابر روایتی دیگر براساس مصوبه دولت، شرکت مخابرات ایران، شرکت‌های مخابراتی وابسته و شرکت‌های مخابراتی استانی مجاز شدند در سال‌های۸۶ تا۸۸ تا مبلغ یک هزار و ۶۶۰ میلیارد ریال از منابع داخلی خود جهت ایجاد شبکهٔ ملی اینترنت سرمایه‌گذاری کنند. در تاریخ ۲۸ مرداد ماه ۱۳۸۶، شورای اقتصاد با افزودن ۳۵۰ میلیارد تومان دیگر به این طرح توسط وزارت ارتباطات و فناوری اطلاعات موافقت کرد. به این ترتیب در دولت نهم، مجموعاً بیش از ۹۱۰ میلیارد تومان بودجه به این طرح اختصاص یافت.
همچنین، براساس مصوبه دولت تمام وزارتخانه‌ها موظف شدند طی سال‌های ۱۳۸۶ تا ۱۳۸۸ حداقل پنج سرویس با کاربری ملی حوزه خود را آماده کرده، بر روی شبکهٔ ملی در دسترس کاربران قرار دهند. همچنین، هر وزارتخانه باید ظرف یک ماه فهرست خدمات با کاربری ملی حوزه خود را به دبیرخانه شورای عالی فناوری اطلاعات اعلام کند. عبدالمجید ریاضی در خرداد ۱۳۸۶ گفت طبق برنامه‌ریزی هفت هزار مدرسه در تهران و دویست مدرسه در شیراز به شبکهٔ ملی اینترنت متصل خواهند شد. وی مدعی شد که در آن زمان بخش Super Core شبکهٔ ملی اینترنت توسط شرکت زیرساخت در حال اجراست. تجهیزات و نرم‌افزار مورد نیاز این شبکه نیز توسط شرکت فناوری اطلاعات با همکاری دبیرخانه شورایعالی فناوری اطلاعات شکل فراهم خواهد شد. کاربران نیز توسط شرکت‌های خدمات دسترسی به اینترنت(PAP) با فناوری ADSL به اینترنت دسترسی خواهند یافت و هر سازمان و نهادی که خواهان حضور در شبکهٔ ملی اینترنت باشد تمامی امکانات مورد نیاز برایش فراهم است. در آن زمان بنا بر آن بود که تعرفه مبنا برای پهنای باند ۱۶۵ کیلو بایت در شبکهٔ ملی اینترنت ۲۶ هزار تومان باشد، در حالی برای اینترنت جهانی با همان پهنای باند ماهانه ۱۸۰ هزار تومان باید بپردازند.
به گفته عبدالمجید ریاضی این بودجه تاکنون صرف توسعه شبکه زیرساخت فیبر نوری کشور، توسعه و تجهیز دیتاسنترهای ملی، توسعه نرم‌افزاری و سرویس‌های مبتنی بر شبکه، و توسعه شبکه‌های مخابراتی استانی شده و هم‌اکنون زیرساختها ایجاد شده و طرح در مرحله تکمیل قرار گرفته است.
محسن سلیمانی در مراسم تودیع خود در سال ۱۳۸۸ گفت که شبکهٔ ملی اینترنت راه اندازی شده است و دانشگاه‌های کشور به آن شبکهٔ ملی وصل شده‌اند و دیگر از دیش‌های ماهواره‌ای برای ارتباطات اینترنتی استفاده نمی‌کنند. همچنین ۲۱ بانک، باجه و موسسات مالی به شبکهٔ ملی اینترنت متصل شدند و بسیاری از خدمات به صورت الکترونیکی ارائه می‌شود.

### دولت دهم
با توجه به الزامات سند چشم‌انداز بیست ساله در سال ۱۳۸۹ موضوع شبکهٔ ملی اینترنت با نام جدید «شبکهٔ ملی اطلاعات» در ماده ۴۶ برنامه پنجم توسعه مطرح شد و در تبصره دوم این ماده تعریف شد.
تقریباً از ابتدای سال ۱۳۹۰ فاز مطالعاتی و عملیاتی شبکهٔ ملی اطلاعات آغاز شد و مسوولان آن زمان وعده داده بودند تا ۲۷ اردیبهشت‌ماه هم‌زمان با روز ملی ارتباطات بخشی از شبکهٔ ملی اطلاعات رونمایی شود. در طی دولت دهم مدل مفهومی شبکهٔ ملی اطلاعات حدوداً کامل شد و بخش‌های اجرایی مختلف کشور برنامه‌هایی برای پیاده‌سازی و همچنین اتصال به این شبکه را در دستور کار خود قرار دادند. از سوی دیگر، در قانون برنامه پنجم توسعه دستگاه‌های اجرایی مکلف شده‌اند تا پایان سال ۱۳۹۱ به شبکهٔ ملی اطلاعات متصل شوند. علی حکیم‌جوادی، رئیس وقت سازمان فناوری اطلاعات، در مردادماه سال ۱۳۹۱ اعلام کرد که فاز نخست شبکهٔ ملی اطلاعات با تفکیک اینترنت از اینترانت طی تابستان آن سال اجرایی می‌شود و دستگاه‌های دولتی به این شبکهٔ ملی منتقل می‌شوند.
رضا تقی پور، وزیر ارتباطات و فناوری اطلاعات وقت، در مرداد سال ۱۳۹۱ وعده داد که شبکهٔ ملی اطلاعات در ۳ فاز تا پایان برنامه پنجم توسعه بهره‌برداری شود که فاز اول تا نیمه سال ۱۳۹۱ با تفکیک ترافیک بین شبکه داخلی و شبکه اینترنت اجرایی می‌شود. فاز دوم این شبکه بناست تا پایان سال ۹۲ عملیاتی شود و در پایان این مرحله میزبانی تمامی سایتها در داخل کشور بر روی مراکز داده داخلی که احداث آن‌ها در استان‌ها آغاز شده، صورت می‌پذیرد. فاز سوم و پایانی شبکهٔ ملی اطلاعات به تکمیل مدیریت بومی مربوط می‌شود و همه نرم‌افزارها بدون استثنا و به ویژه نرم‌افزارهای مدیریت شبکه و امنیتی به صورت کامل در داخل کشور انجام شود. در مهر ۱۳۹۱، علی حکیم جوادی، مجری وقت شبکهٔ ملی اطلاعات و مدیرعامل سازمان فناوری اطلاعات، اعلام کرد تاکنون بیش از ۴۷ هزار بخش از دستگاه‌های اجرایی به این شبکه متصل شدند و براساس بخشنامه‌های ابلاغ شده مابقی دستگاه‌ها نیز تا پایان سال ۹۱ باید به این شبکه متصل شوند. به گفته وی این شبکه، مشتمل بر شبکه‌های ارتباطی پرسرعت نسل جدید عمومی و اختصاصی و نیز مراکز داده امن دولتی و غیردولتی است که وظیفه تأمین زیرساخت‌های لازم به منظور ذخیره‌سازی، اشتراک گذاری، پردازش اطلاعات، برقراری تمام تعاملات و مبادلات الکترونیکی بین تمام دستگاه‌های دولتی و بنگاه‌های خصوصی را به عهده دارد. شبکهٔ ملی اطلاعات قادر است امکان دسترسی پرسرعت تمام دستگاه‌های دولتی، بنگاه‌های خصوصی و مردم به سامانه‌های اطلاعاتی و خدمات الکترونیکی را فراهم کند. از جمله شبکه‌های اختصاصی ذیل شبکهٔ ملی اطلاعات، شبکه سلامت با ۱۰ هزار نقطه و همچنین شبکه امور مالیاتی است تا پایان مهرماه به بهره‌برداری می‌رسد. شبکه مدارس نیز راه اندازی شده است که بیش از ۴۶ هزار مدرسه به آن متصل شده است، ضمن اینکه از این تعداد بیش از ۱۵ هزار مدرسه دارای پهنای باند ۲ مگابایت هستند. وی همچنین وعده داد تا پایان سال ۱۳۹۱ پانزده درصد کاربران خانگی به شبکهٔ ملی اطلاعات متصل خواهند شد. به گفته وی، اینترنت در کنار شبکهٔ ملی به همان شکلی که وجود داشته همچنان باقی خواهد ماند و با اجرای این طرح امکان پیاده‌سازی تلویزیون اینترنتی، ویدئو درخواستی، آموزش از راه دور، دورکاری، سلامت الکترونیکی و تجارت الکترونیکی به وجود خواهد آمد. از مهم‌ترین ویژگی‌های این شبکه، پهنای باند آن بیان شده است.
تا زمان پایان کار دولت احمدی‌نژاد، طراحی مدل مفهومی جداسازی ترافیک داخلی از اینترنت به صورت کامل انجام گرفت و دستورالعمل‌های جداسازی نیز در سطح لبه و تجمیع آماده شد و همچنین دستورالعمل‌های جداسازی برای دریافت پهنای باند داخلی با کیفیت متمایز شامل سرعت و سرویس‌های فعال و به ازای فناوری‌های مختلف برای دسترسی ۶۰ درصد خانوارها به شبکهٔ ملی اطلاعات و پیاده‌سازی پایلوت ۴۰۰ هزار پورت کامل شد. همچنین، تمامی سرورهای وزارتخانه‌ها و سرورهای تولیدکنندگان عمده محتوا در کشور نیز به داخل ایران منتقل شد. از سوی دیگر دستورالعمل فنی تمایز سرعت و کیفیت ADSL نیز تهیه شد و تدوین دستورالعمل فنی ایجاد شبکه‌های اختصاصی وزارتخانه‌ها و دستگاه‌های اجرایی به پایان رسید. طراحی شبکه بین‌دستگاهی و اتصال ۳۳ دستگاه مرکزی به مرکز تبادل و اشتراک‌گذاری اطلاعات نیز صورت گرفت. می‌توان گفت تقریباً تمامی قوانین و مقررات لازم برای اجرایی شدن شبکه تدوین و حتی فاز یک سیستم‌عامل بومی سمت سروی (زمین) نیز اجرا و پیاده شده بود. علی حکیم‌جوادی، مجری پیشین شبکهٔ ملی اطلاعات و مدیرعامل سابق سازمان فناوری اطلاعات، طی مصاحبه‌ای در شهریورماه ۹۲ اعلام کرد برنامه مفصلی در قالب ۱۴ کلان فعالیت در پنج لایه برای اجرای شبکهٔ ملی اطلاعات تدوین شده است، که شامل تمام مراحل پیاده‌سازی از جمله لایه دسترسی، مدیریت شبکه، اقدامات فنی، محتوا، آموزش و نهایتاً بومی‌سازی است و زمان‌بندی‌ها و وظایف واحدهای زیرمجموعه وزارت ارتباطات و مجموعه‌های خارج از آن وزارت هم مشخص شده است.
در تیر ۱۳۹۲، علی حکیم جوادی، دبیر شورای عالی فناوری اطلاعات و معاون وزیر ارتباطات ایران اعلام کرد که این شبکهٔ ملی اطلاعات مرحلهٔ آزمایشی خود را پشت سر گذاشته و پس از صادر شدن مجوز از شورای عالی فضای مجازی، آمادگی واگذاری خدمات به کاربران خانگی به صورت پایلوت از طریق شرکت‌های ارائه‌دهندهٔ خدمات اینترنت وجود دارد. حکیم جوادی سه مرحله را برای ارائه خدمات شبکهٔ ملی اطلاعات به کاربران خانگی برشمرد. مرحله نخست فراهم‌سازی امکان اتصال کاربران خانی به شبکه بوده است، که انجام شده است. مرحله دوم تعیین تعرفه مناسب برای استفاده از این شبکه است که طبق مصوبه کمیسیون تنظیم مقررات و ارتباطات تعرفه‌های تعیین شده دسترسی به شبکهٔ ملی اطلاعات ۸۰ درصد پایین‌تر از تعرفه‌های دسترسی به اینترنت با شرایط مشابه است. در مرحله سوم شورایعالی فضای مجازی باید مجوزی به وزارت ارتباطات و فناوری اطلاعات بدهد تا بتواند پهنای باند ۲ مگابیت بر ثانیه را در اختیار مصرف‌کننده خانگی قرار دهد. به گفته وی آن وزارتخانه از یک سال پیش درخواست این مجوز را طرح کرده بود، اما موضوع معطل ماند.

### دولت یازدهم
با فرارسیدن دولت حسن روحانی، در مهر ماه ۱۳۹۲ نصرالله جهانگرد، رئیس سازمان فناوری اطلاعات، به عنوان مجری شبکهٔ ملی اطلاعات انتخاب شد و محمود واعظی، وزیر ارتباطات و فناوری اطلاعات، کارگروهی را در آن وزارتخانه برای پیاده‌سازی شبکهٔ ملی اطلاعات ایجاد کرد. سازمان فناوری اطلاعات ایران در دولت روحانی با مدیریت نصرالله جهانگرد اعلام کرد: «وزیر ارتباطات و فناوری اطلاعات از شبکهٔ ملی اطلاعات به عنوان مهم‌ترین برنامه کاری خود یاد کرده و دولت یازدهم تلاش دارد تا با تجمیع فعالیت‌ها و برنامه‌ها، امکان ارائه سرویس در این شبکه را در زمان پیش‌بینی شده فراهم کند».
از سوی دیگر در دی ماه ۱۳۹۲ شورای‌عالی فضای مجازی الزاماتی را برای شبکهٔ ملی اطلاعات معین کرد که به نوعی آن را متعین می‌کرد. در این جلسه مقرر شد مجری این شبکه، یعنی وزارت ارتباطات و فناوری اطلاعات، در مراحل مختلف اجرای طرح گزارش اقدامات را برای شورای عالی فضای مجازی ارائه کند و انطباق فعالیت‌های انجام‌شده با مصوبات شورا توسط مرکز ملی فضای مجازی به عنوان بازوی عملیاتی شورا بررسی و گزارش نظارت برای شورای عالی فضای مجازی ارائه شود. در شهریور ۱۳۹۴، سید علی خامنه‌ای، رهبر جمهوری اسلامی، در حکم اعضای شورایعالی فضای مجازی مجدداً بر «تسریع در راه‌اندازی شبکهٔ ملی اطلاعات پس از تصویب طرح آن در شورای عالی و نظارت مستمر و مؤثر مرکز ملی بر مراحل راه‌اندازی و بهره‌برداری از آن» و «اهتمام ویژه به سالم‌سازی و حفظ امنیت همه‌جانبه فضای مجازی کشور و نیز حفظ حریم خصوصی آحاد جامعه و مقابله مؤثر با نفوذ و دست‌اندازی بیگانگان در این عرصه» تأکید کرد.
با این حال تعریف شبکهٔ ملی اطلاعات و الزامات آن، به موضوع اختلاف سازمان فناوری اطلاعات به عنوان متولی اجرای آن با شورای عالی فضای مجازی تبدیل شد. این اختلاف به حدی بود که طرف دولتی شبکهٔ ملی اطلاعات را راه افتاده می‌دانست، اما منتقدان به کل می‌گفتند شبکهٔ ملی اطلاعات وجود ندارد. علیرضا شاهمیرزایی جشوقانی، عضو وقت شورایعالی فضای مجازی، در سال ۱۳۹۴ می‌گوید وزارت ارتباطات تلقی وارونه‌ای از مفهوم شبکهٔ ملی اطلاعات دارد و به جای فراهم‌سازی شرایط و توسعه ارائه خدمات و محتوا بر بستر شبکه و مقررات‌گذاری به نفع ترافیک داخلی، زیرساخت فیزیکی مشترک بین شبکهٔ ملی اطلاعات و اینترنت جهانی را توسعه می‌دهد. وی می‌گوید برای افزایش سرعت و کیفیت خدمات، به جای افزایش پهنای باند اینترنت باید با حمایت از مراکز داده داخلی و خریداری پهنای باند از آن‌ها و ایجاد نقطه تبادل ترافیک رایگان در داخل کشور، تولید ترافیک در کشور مقرون به صرفه شود تا شبکهٔ ملی اطلاعات بتواند راه اندازی شود؛ یعنی، شبکهٔ ملی اطلاعات وقتی محقق می‌شود که مردم بتوانند از سرویس این شبکه با کیفیت و سرعت بهتری نسبت به سرویس شبکه جهانی اینترنت استفاده کنند.
در سال ۱۳۹۳ حدود ۲ هزار میلیارد تومان بودجه برای توسعه زیرساختهای ارتباطی در نظر گرفته شد که فقط ۶۰۰ میلیارد تومان از این بودجه تا نیمه سال ۱۳۹۵ جذب شده است. دولت در لایحه بودجه سال ۱۳۹۵ اعتبارات تملک سرمایه‌ای فصل ارتباطات و فناوری اطلاعات را در سه بخش زیرساخت‌های شبکهٔ ملی اطلاعات، مدیریت یکپارچه منابع شبکهٔ ملی اطلاعات و کاربردهای شبکهٔ ملی اطلاعات بودجه‌بندی کرده است. به گفته دولت بناست در سال ۱۳۹۴ مبلغ ۱٬۴۹۱٬۴۹۴ میلیون ریال صرف توسعه شبکهٔ ملی اطلاعات و در ۵۰٬۷۱۲ میلیون ریال صرف منابع شبکهٔ ملی اطلاعات شود. مبلغ ۱۷٬۴۵۱٬۶۱۵ میلیون ریال را به عنوان بودجه ایجاد و توسعه زیرساخت‌های شبکهٔ ملی اطلاعات تا سال ۱۳۹۹ در نظر گرفته است. در سال ۱۳۹۵ مبلغ ۵۰٬۰۰۰ میلیون ریال برای منابع شبکهٔ ملی اطلاعات برآورد شده است که تا سال ۱۳۹۹ به ۳۲۲٬۰۸۱ میلیون ریال می‌رسد. همچنین در سال ۱۳۹۵ مبلغ ۲۲٬۰۰۰ میلیون ریال برای کاربردهای شبکهٔ ملی اطلاعات هزینه شود.
وزارت ارتباطات، در اواخر اردیبهشت ۱۳۹۵ هسته اصلی شبکهٔ ملی اطلاعات یعنی پروژه مرکز تبادل ترافیک داده زیرساخت (NIX) را رونمایی کرد. این مرکز به اپراتورهای اینترنتی و اپراتورهای موبایلی امکان می‌دهد قراردادهای تبادل ترافیک را با یکدیگر امضا کنند، تا ترافیک داخلی و خارجی تفکیک‌پذیر شود. به علاوه، شرکت ارتباطات زیرساخت با سه اپراتور اینترنتی (شاتل، آسیاتک و رایتل) و سه تولیدکننده محتوای داخلی (آپارات، فیلیمو و تله‌وبیون) تفاهمنامه‌ای برای کاهش تعرفه ترافیک داخلی برای کاربران نهایی امضا کرد، تا این شرکت‌ها ترافیک اطلاعات خود را از مسیر مرکز تبادل ترافیک داده زیرساخت یا NIX انتقال دهند، که تعرفه انتقال ترافیک از طریق آن رایگان است و باعث می‌شود تعرفه نهایی کاربران، تا ۵۰ درصد به ازای هر گیگابایت مصرف، کاهش پیدا کند. افزون بر آن در ۲۲ خرداد ۱۳۹۵، کمیسیون تنظیم مقررات و ارتباطات طی جلسه شماره ۲۳۷، اصلاحاتی را در شیوه تعرفه‌گذاری ترافیک داخلی و خارجی اپراتورهای اینترنتی اعمال کرد که به موجب آن هزینه ترافیک داخلی نصف ترافیک خارجی می‌شود. به گفته عباسی شاهکوه، یکی از معاونان سازمان تنظیم مقررات و ارتباطات رادیویی، طبق این مصوبه اپراتورهای اینترنتی باید بتوانند تا ابتدای بهمن ماه ۱۳۹۵ جداسازی ترافیک داخلی و خارجی را انجام دهند، به‌طوری‌که کاربر در حساب کاربری خود بتواند میزان استفاده از ترافیک داخلی و خارجی خود را به تفکیک مشاهده کند. در این مصوبه جداسازی ترافیک داخلی از خارجی تنها با هدف رشد تولید محتوای داخلی و استفاده بیشتر از ترافیک داخلی در نظر گرفته شده است.
بدین ترتیب، در دولت یازدهم، راه‌اندازی مراکز تبادل ترافیک داخلی در چهار نقطه جغرافیایی کشور، تفکیک قیمت ترافیک ارتباطات داخلی و خارجی، شکل‌گیری دیتاسنترهای داخلی توسط دولت و بخش خصوصی، هشت برابر شدن ظرفیت پهنای باند کشور ظرف سه سال، توسعه ضریب نفوذ اینترنت به ۸۰ درصد طبق برخی آمارهای غیررسمی، انتقال میزبانی سایت‌های ایرانی به کشور و ایجاد مراکز توزیع محتوا (CDN) از سوی مرکز تحقیقات مخابرات و بخش خصوصی به عنوان پیش‌نیازهای ضروری پیاده‌سازی این پروژه ملی، صورت گرفت. و دولت در سال پایانی فعالیت خود طی سه فاز اقدام به بهره‌برداری از شبکهٔ ملی اطلاعات نموده است. وزارت ارتباطات طی سه فاز اقدام به رونمایی از شبکه نموده است. فاز نخست، یعنی فاز استقرار شبکه، در ۷ شهریور ۱۳۹۵ رونمایی شد. فاز دوم، فاز توسعه شبکه در دهه فجر سال ۱۳۹۵ و فاز سوم، بلوغ شبکه در ۲۷ اردیبهشت ۱۳۹۵ مقارن با روز جهانی ارتباطات افتتاح خواهد شد. در فاز نخست، خدمات دولت الکترونیک و سایر خدمات دیجیتال، خدمات ویدئویی داخلی در کشور، دسترسی به اینترنت و انواع خدمات نوین از قبیل پرداخت موبایل ارائه می‌شود. در فاز دوم، خدمات ویدئویی HD داخلی با هزینه مقرون به صرفه در کلان‌شهرها، خدمات الکترونیکی عمومی ارائه می‌شود و در فاز سوم، خدمات ویدئویی HD و خدمات ابری پهن باند، داخلی با هزینه مقرون به صرفه در شهرهای بزرگ ارائه می‌شود.
به گفته جهانگرد، از شهریور ۱۳۹۵ سامانه تفکیک ترافیک ارتباطی اینترنت و شبکهٔ ملی اطلاعات توسط اپراتورهای ارائه دهنده خدمات اینترنت راه اندازی می‌شود. در نتیجه، اپراتورها باید نحوه تفکیک و تعیین چگونگی استفاده کاربران از شبکهٔ ملی اطلاعات و میزان ترافیک داخلی و خارجی آن‌ها را بر روی سامانه اطلاع‌رسانی خود (داشبود اطلاع‌رسانی آنلاین ترافیک) اعلام کنند و ما به التفاوت استفاده از پهنای باند بین‌الملل با شبکهٔ ملی اطلاعات را به کاربر پرداخت کنند. این موضوع از سوی سازمان تنطیم مقررات و ارتباطات رادیویی پایش و نظارت می‌شود. شبکهٔ ملی اطلاعات این اجازه را می‌دهد که ذخیره و بازیابی اطلاعات در سطح جغرافیای کاربر تشخیص داده شده و نزدیکترین مسیر انتخاب شود. این موضوع سرعت و دسترسی به دیتا را بهتر کرده و قیمت را کاهش می‌دهد. از نظر اقتصادی نیز انتقال این حجم ترافیک دیتا به داخل کشور و نیز انتقال میزبانی سایتها به داخل، کاهش قیمت شبکه انتقال را به همراه خواهد داشت و کاربر می‌تواند اطلاعات را سریعتر، با کیفیت بهتر و قیمت ارزان‌تر در اختیار گیرد. برای تحقق این موضوع، کپی سرور جهانی در ایران، مرکز تبادل ترافیک و مراکز توزیع محتوا از جمله پازل‌های آماده‌سازی شبکهٔ ملی اطلاعات است، که اکنون می‌توانیم بگوییم که پیکربندی شبکهٔ ملی اطلاعات کامل شده است. همه سازمان‌ها به شبکهٔ ملی متصلند و برای شبکه اختصاصی خود از آن استفاده می‌کنند. این موضوع برای شبکه بانکی، شبکه سلامت، شبکه دولت، درگاه پلیس و سایر درگاه‌های خدماتی صادق است. طراحی شبکه اختصاصی دستگاه‌ها و ارگان‌ها به این معنی است که این سازمان‌ها در ضوابط داخلی خود به شبکهٔ ملی متصل هستند و در بخش‌هایی که با مردم باید در تعامل باشند از اینترنت بهره می‌برند؛ بنابراین، در این تاریخ همه ارتباطات ایران روی شبکهٔ ملی اطلاعات است.
از سوی دیگر، ابوالحسن فیروزآبادی، دبیر شورایعالی فضای مجازی، گفت راه‌اندازی شبکهٔ ملی اطلاعات در دو فاز اجرایی می‌شود، فاز نخست، اصلاح وضع شبکه موجود است که در هفته دولت به بهره‌برداری می‌رسد و فاز دوم، راه‌اندازی یک سیستم جدید و نو است. افتتاح شبکهٔ ملی اطلاعات در شرایطی رخ داد که در جلسه شورایعالی فضای مجازی در ۶ شهریور ۱۳۹۵، یعنی یک روز پیش از افتتاح شبکه، روند اجرای مصوبه شورای عالی فضای مجازی در مورد راه اندازی شبکهٔ ملی اطلاعات از سوی وزارت ارتباطات و فناوری اطلاعات ارائه شد، اما اعضای شورا به مصوبه‌ای در خصوص صحه‌گذاری به عملیاتی شدن فاز نخست شبکهٔ ملی اطلاعات توسط آن وزارتخانه، اشکال گرفتند و به آن رأی ندادند. به گفته محمدحسن انتظاری، دبیر سابق شورایعالی فضای مجازی، گزارش ارائه شده توسط مربوط به اصلاح وضع موجود شبکه در کشور بود و اعلام شد که طرح اصولی شبکهٔ ملی اطلاعات، از سال ۹۶ شروع شود. همچنین وی مدعی است، آنچه افتتاح شده، تقریباً از سه سال قبل راه اندازی شده است. اما، آنچه برای تحقق شبکهٔ ملی اطلاعات باید رخ دهد، مدیریت شبکه در داخل کشور است.

## اظهارنظرها

### دولت دهم
مهندس علی مطهری، رئیس کمیته مخابرات مجلس هشتم، در مصاحبه‌ای از لزوم مدیریت فضای مجازی با استفاده از «فیلترینگ» و «محدود کردن سرعت» گفت و راه‌کار غلبه بر این دو مشکل را «شبکهٔ ملی اطلاعات» دانست.
اسماعیل احمدی مقدم، رئیس وقت نیروی انتظامی، در ۲۰ دی ماه ۱۳۹۰، در مورد ملی شدن اینترنت گفت: «نباید مرکز اطلاعات رایانه‌ای ما در خارج از کشور باشد؛ خودمان می‌توانیم این مراکز را در داخل کشور داشته باشیم؛ گوگل موتور جستجو نیست بلکه ابزار جاسوسی است.»احمدی مقدم در مراسم اختتامیه نخستین همایش دفاع سایبری در بهمن ماه ۱۳۹۰، با اشاره به تلاش ایران برای راه‌اندازی «شبکهٔ ملی اطلاعات» گفت: «معتقدیم اتصال به دنیا باید در حد ضرورت باشد، چرا باید در کشور از سرویس‌هایی مثل ایمیل استفاده کنیم که ایمیل باکس آن در کشورهایی مانند آمریکا باشد.»
آهنگران معاون وزارت اطلاعات نیز در بهمن ماه ۱۳۹۰ اعلام کرد؛ شبکه اینترنت ابزار جاسوسی نیست، بلکه خود تهدید و جاسوس است.
غلام‌رضا جلالی، رئیس سازمان پدافند غیرعامل ایران در ۲۸ بهمن‌ماه ۱۳۹۰، در بازدید از مجتمع بعثت گفت: «یاهو و جی‌میل هیچ امنیتی ندارند و هر چه سریع‌تر باید اینترنت ملی راه‌اندازی شود و منتظر تشکیل موتور جستجوگر ملی هستیم.»
محمد سلیمانی رئیس کمیته ارتباطات و مخابرات کمیسیون صنایع و معادن مجلس نهم در ۱ مهر ۱۳۹۱ گفت: با برقراری اینترنت ملی، اینترنت جهانی قطع نخواهد شد. سلیمانی ادامه داد: اینترنت ملی یک شبکه داخلی است که نمی‌تواند دسترسی به اینترنت جهانی را مختل کند. سلیمانی اظهار کرد: زیرساخت‌ها در کشور به گونه‌ای است که برای استفاده از سرعت بسیار بالا می‌تواند پاسخگو باشد. اینترنت ملی این مزیت را دارد که تبادلات اطلاعات در داخل کشور صورت می‌گیرد در نتیجه سرعت بالا می‌رود و هزینه کاهش پیدا می‌کند. رئیس کمیته ارتباطات و مخابرات مجلس، در پاسخ به این سؤال که سرنوشت اینترنت جهانی بعد از راه‌اندازی اینترنت ملی چه خواهد شد؟ گفت: قطع اینترنت جهانی به هیچ عنوان امکان‌پذیر نیست این یک نوع خود تحریمی است که با هیچ منطقی سازگار نیست البته فیلترینگ به جای خودش باقی خواهند ماند چرا که این جزو قوانین کشور است اما آزادی عمل برای استفاده از اینترنت جهانی وجود خواهد داشت.
محمدرضا عارف، وزیر اسبق فناوری اطلاعات و ارتباطات در دولت هفتم و کاندیدای اصلاح طلبان در انتخابات ریاست جمهوری سال ۱۳۹۲ در اینباره گفته است: شبکهٔ ملی ارتباطات یک ضرورت است، ولی نمی‌تواند جایگزین اینترنت جهانی شود؛ از نظر امنیتی و از نظر هزینه‌ای بسیار باصرفه خواهد بود، سرعت بالاتر و امنیت بهتری دارد، اما ارتباطی به شبکه اینترنت جهانی ندارد.

### دولت یازدهم
در سال ۱۳۹۳ حمدون توره، دبیرکل وقت اتحادیه بین‌المللی مخابرات (ITU)، در سفر به ایران اعلام کرد تحت تأثیر طرح شبکهٔ ملی اطلاعات قرار گرفته است و برای اجرای آن به ایران کمک خواهد کرد.
مکارم شیرازی، مرجع تقلید شیعه، در استفتاء منتشر شده از وبسایتش، می‌نویسد: «با توجه به اینکه شبکهٔ ملی اطلاعات، که می‌تواند بسیاری از مشکلات را حل کند، فراهم نشده؛ به یقین اقدام بر این کار عجولانه، یعنی خدمات اینترنت پر سرعت همراه و کلیه خدمات نسل سوم و بالاتر کاری بر خلاف شرع و بر خلاف موازین اخلاقی و انسانی است.»
حسن روحانی، رئیس‌جمهور ایران، به مناسبت اعلام افتتاح شبکهٔ ملی اطلاعات گفت که عدم نیاز به شبکه‌های اطلاعات بیرونی برای ارتباطات داخلی در شرایط فعلی جهان، جزو مؤلفه‌های استقلال کشور است.